# Niederasphe
Niederasphe ist ein Ortsteil der Gemeinde Münchhausen im mittelhessischen Landkreis Marburg-Biedenkopf.

## Geographie
Niederasphe liegt in Nordhessen an den Südausläufern des Rothaargebirges und dem Ederbergland. Der Ort liegt in der Nähe des Christenberges mit 384 m ü. NN.
Nachbarorte sind Oberasphe, Simtshausen, Amönau und Treisbach.

## Geschichte

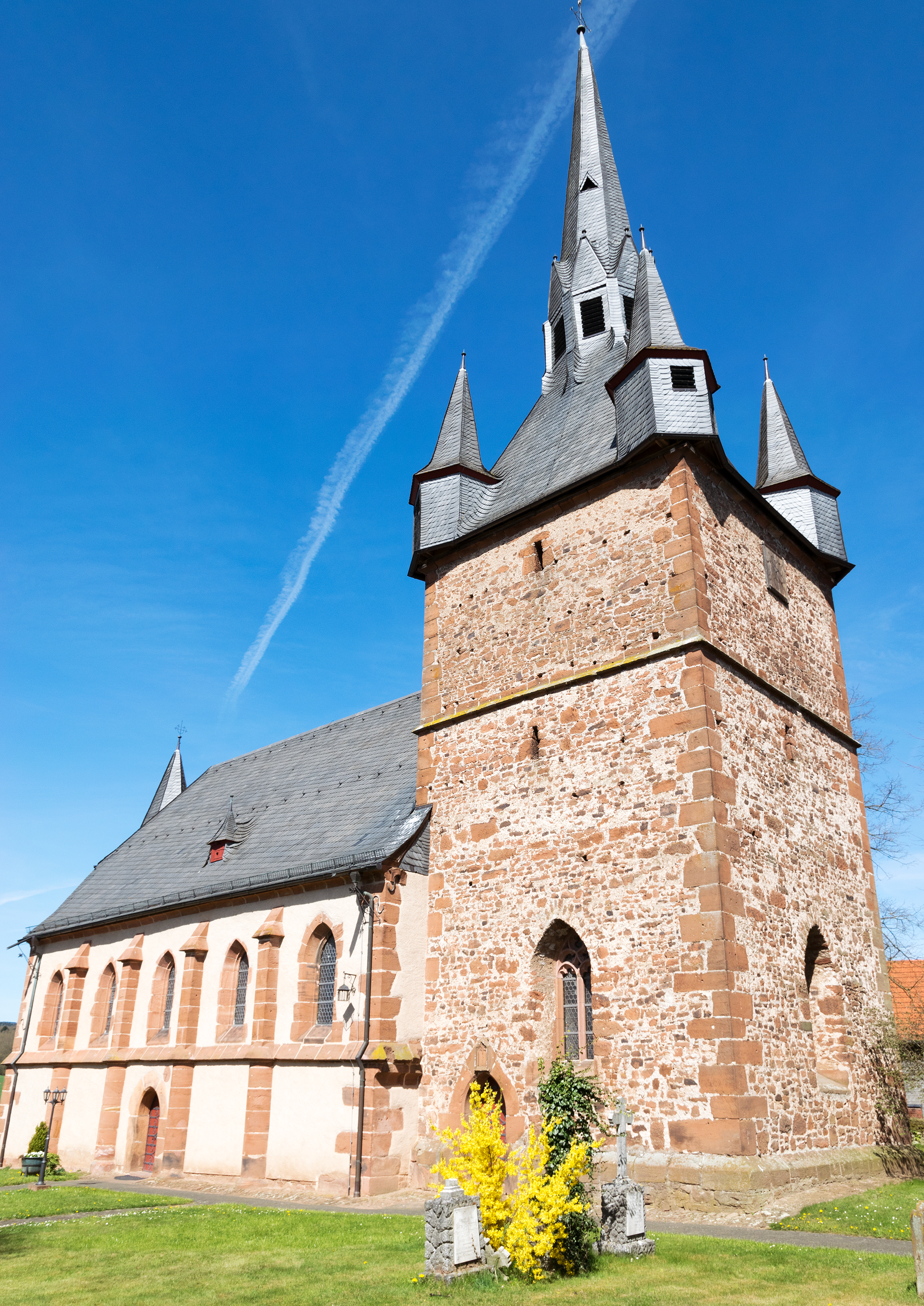
Kirche in Niederasphe

### Ortsgeschichte
Die älteste bekannte schriftliche Erwähnung erfolgte unter dem Namen Asfo in einer Kurmainzer Urkunde aus dem Jahr 1108.
Zwischen Ober- und Unterasphe wurde seit Ende des 13. Jahrhunderts unterschieden, als Folge der Teilung des Gerichts Asphe in den Langsdorfer Verträgen von 1263.
Im 14. Jahrhundert wurde eine Pfarrkirche im gotischen Stil errichtet. Das 1574 genannte Nieder-Simtshausen gehörte bereits seit 1577 zur Gemarkung Niederasphe. Im Jahre 1577 wurde ein Burgsitz derer von Hatzfeld erwähnt. Von 1623 bis 1624 wütete die Pest. Im Jahre 1717 starb das Geschlecht von Dersch aus; es kam zu einem Wechsel des Patronatsrechts.
Im Jahre 1821 grassierten die Schwarzen Blattern. Im Jahre 1842 wurde eine Schule gebaut. Von 1910 bis 1914 wurde in Niederasphe die Flurbereinigung durchgeführt. Im Jahre 1922 erhielt der Ort elektrisches Licht. Die Wasserleitung wurde von 1929 bis 1934 gebaut. Im Jahre 1955 erhielt der Ort ein Dorfgemeinschaftshaus, das erste im damaligen Landkreis Marburg.
Im Jahre 1988 wurde die Kläranlage eingeweiht.
Hessische Gebietsreform (1970–1977)
Zum 1. Juli 1974 wurden im Zuge der hessischen Gebietsreform die bis dahin selbständigen Gemeinden Münchhausen, Niederasphe, Simtshausen und Wollmar sowie der Ortsteil Oberasphe der Nachbarstadt Battenberg (Eder) im Landkreis Waldeck-Frankenberg kraft Landesgesetz zur neuen Großgemeinde Münchhausen zusammengeschlossen. Der Sitz der Verwaltung wurde der Ortsteil Münchhausen. Für alle durch die Gebietsreform in die Großgemeinde eingegliederten Gemeinden wurde je ein Ortsbezirk  gebildet.

### Verwaltungsgeschichte im Überblick
Die folgende Liste zeigt die Staaten und Verwaltungseinheiten, denen Niederasphe angehört(e):
- vor 1567: Heiliges Römisches Reich, Landgrafschaft Hessen, Amt Wetter (Das Amt Wetter bestand aus den Orten Wetter, Amönau, Oberndorf, Treisbach, Niederasphe, Untersimtshausen, Todenhausen, Melnau, Ober- und Niederrosphe, Niederwetter, Göttingen, Sterzhausen, Warzenbach und Sarnau)[7]
- ab 1567: Heiliges Römisches Reich, Landgrafschaft Hessen-Marburg, Amt Wetter[8]
- 1604–1648: Heiliges Römisches Reich, strittig zwischen Landgrafschaft Hessen-Darmstadt und Landgrafschaft Hessen-Kassel (Hessenkrieg), Amt Wetter
- ab 1648: Heiliges Römisches Reich, Landgrafschaft Hessen-Kassel, Amt Wetter
- ab 1806: Landgrafschaft Hessen-Kassel, Amt Marburg, Amt Wetter
- 1807–1813: Königreich Westphalen, Departement der Werra, Distrikt Marburg, Kanton Wetter
- ab 1815: Kurfürstentum Hessen, Amt Wetter[9]
- ab 1821: Kurfürstentum Hessen, Provinz Oberhessen, Kreis Marburg[10][Anm. 2]
- ab 1848: Kurfürstentum Hessen, Bezirk Marburg
- ab 1851: Kurfürstentum Hessen, Provinz Oberhessen, Kreis Marburg
- ab 1867: Königreich Preußen, Provinz Hessen-Nassau, Regierungsbezirk Kassel, Kreis Marburg
- ab 1871: Deutsches Reich, Königreich Preußen, Provinz Hessen-Nassau, Regierungsbezirk Kassel, Landkreis Marburg
- ab 1918: Deutsches Reich, Freistaat Preußen, Provinz Hessen-Nassau, Regierungsbezirk Kassel, Kreis Marburg
- ab 1944: Deutsches Reich, Freistaat Preußen, Provinz Kurhessen, Landkreis Marburg
- ab 1945: Amerikanische Besatzungszone, Groß-Hessen, Regierungsbezirk Kassel, Landkreis Marburg
- ab 1946: Amerikanische Besatzungszone, Hessen, Regierungsbezirk Kassel, Landkreis Marburg
- ab 1949: Bundesrepublik Deutschland, Hessen, Regierungsbezirk Kassel, Landkreis Marburg
- ab 1974: Bundesrepublik Deutschland, Hessen, Regierungsbezirk Kassel, Landkreis Marburg-Biedenkopf, Gemeinde Münchhausen[Anm. 3]
- ab 1981: Bundesrepublik Deutschland, Hessen, Regierungsbezirk Gießen, Landkreis Marburg-Biedenkopf, Gemeinde Münchhausen

### Gerichte seit 1821
Mit Edikt vom 29. Juni 1821 wurden in Kurhessen Verwaltung und Justiz getrennt. Der Kreis Marburg war für die Verwaltung und das Justizamt Wetter als Gericht in erster Instanz für Niederasphe zuständig. Nach der Annexion Kurhessens durch Preußen 1866 erfolgte am 1. September 1867 die Umbenennung des bisherigen Justizamtes in Amtsgericht Wetter. Auch mit dem Inkrafttreten des Gerichtsverfassungsgesetzes (GVG) 1877 blieb das Amtsgericht bestehen. 1943 wurde es zur Zweigstelle des Amtsgerichts Marburg und 1946 wurde auch die Zweigstelle geschlossen. Der Bezirk des Amtsgerichts Wetter ging im Bezirk des Amtsgerichts Marburg auf.

## Bevölkerung

### Einwohnerstruktur 2011
Nach den Erhebungen des Zensus 2011 lebten am Stichtag dem 9. Mai 2011 in Niederasphe 840 Einwohner. Darunter waren 9 (= 1,1 %) Ausländer.
Nach dem Lebensalter waren 138 Einwohner unter 18 Jahren, 339 zwischen 18 und 49, 198 zwischen 50 und 156 und 165 Einwohner waren älter. Die Einwohner lebten in 330 Haushalten. Davon waren 75 Singlehaushalte, 75 Paare ohne Kinder und 138 Paare mit Kindern, sowie 39 Alleinerziehende und 6 Wohngemeinschaften. In 54 Haushalten lebten ausschließlich Senioren und in 213 Haushaltungen lebten keine Senioren.

### Einwohnerentwicklung
Alle Angaben einschließlich Untersimtshausen.
| Quelle: | Historisches Ortslexikon                                                                              |
| • 1577: | 78 Hausgesesse                                                                                        |
| • 1580: | 29 Ackerleute (29 Einläuftige)                                                                        |
| • 1630: | 53 Hausgesesse (3 dreispännige, 8 zweispännige, 15 einspännige Ackerleute, 27 Einläuftige).           |
| • 1681: | 44 hausgesessene Mannschaften.                                                                        |
| • 1747: | 80 Haushalte.                                                                                         |
| • 1838: | 703 Einwohner (Familien;81 nutzungsberechtigte, 33 nicht nutzungsberechtigte Ortsbürger, 3 Beisassen) |

| Niederasphe: Einwohnerzahlen von 1789 bis 2020 | Niederasphe: Einwohnerzahlen von 1789 bis 2020 | Niederasphe: Einwohnerzahlen von 1789 bis 2020 | Niederasphe: Einwohnerzahlen von 1789 bis 2020 | Niederasphe: Einwohnerzahlen von 1789 bis 2020 |
| --- | ---------------------------------------------- | ---------------------------------------------- | ---------------------------------------------- | ---------------------------------------------- |
| Jahr |                                                |                                                |                                                | Einwohner                                      |
| 1789 | 1789                                           |                                                | 463                                            | 463                                            |
| 1800 | 1800                                           |                                                | ?                                              | ?                                              |
| 1834 | 1834                                           |                                                | 733                                            | 733                                            |
| 1840 | 1840                                           |                                                | 753                                            | 753                                            |
| 1846 | 1846                                           |                                                | 792                                            | 792                                            |
| 1852 | 1852                                           |                                                | 841                                            | 841                                            |
| 1858 | 1858                                           |                                                | 812                                            | 812                                            |
| 1864 | 1864                                           |                                                | 790                                            | 790                                            |
| 1871 | 1871                                           |                                                | 731                                            | 731                                            |
| 1875 | 1875                                           |                                                | 770                                            | 770                                            |
| 1885 | 1885                                           |                                                | 823                                            | 823                                            |
| 1895 | 1895                                           |                                                | 778                                            | 778                                            |
| 1905 | 1905                                           |                                                | 805                                            | 805                                            |
| 1910 | 1910                                           |                                                | 813                                            | 813                                            |
| 1925 | 1925                                           |                                                | 817                                            | 817                                            |
| 1939 | 1939                                           |                                                | 836                                            | 836                                            |
| 1946 | 1946                                           |                                                | 1.145                                          | 1.145                                          |
| 1950 | 1950                                           |                                                | 1.095                                          | 1.095                                          |
| 1956 | 1956                                           |                                                | 967                                            | 967                                            |
| 1961 | 1961                                           |                                                | 965                                            | 965                                            |
| 1967 | 1967                                           |                                                | 942                                            | 942                                            |
| 1980 | 1980                                           |                                                | ?                                              | ?                                              |
| 1990 | 1990                                           |                                                | ?                                              | ?                                              |
| 2000 | 2000                                           |                                                | ?                                              | ?                                              |
| 2011 | 2011                                           |                                                | 840                                            | 840                                            |
| 2015 | 2015                                           |                                                | 882                                            | 882                                            |
| 2020 | 2020                                           |                                                | 758                                            | 758                                            |
| Datenquelle: Historisches Gemeindeverzeichnis für Hessen: Die Bevölkerung der Gemeinden 1834 bis 1967. Wiesbaden: Hessisches Statistisches Landesamt, 1968. Weitere Quellen: LAGIS; Zensus 2011; Dorfentwicklungsplan |                                                |                                                |                                                |                                                |

### Historische Religionszugehörigkeit
| Quelle: | Historisches Ortslexikon                                            |
| • 1861: | alle Einwohner evangelisch-lutherisch                               |
| • 1885: | 822 evangelische (= 99,88 %), ein katholischer (= 0,12 %) Einwohner |
| • 1961: | 897 evangelische (= 92,95 %), 68 katholische (= 7,05 %) Einwohner   |

### Historische Erwerbstätigkeit
| Quelle: | Historisches Ortslexikon |
| • 1789: | Erwerbspersonen: 2 Grobschmiede, 4 Schreiner, 1 Wirt, 2 auswärtig beschäftigte Müller, 29 Leineweber, 1 Tagelöhner.                   |
| • 1838: | Familien: 114 Ackerbau, 3 Gewerbe. |
| • 1961: | Erwerbspersonen: 345 Land- und Forstwirtschaft, 133 Produzierendes Gewerbe, 36 Handel und Verkehr, 52 Dienstleistungen und Sonstiges. |

## Politik
Für Niederasphe besteht ein Ortsbezirk (Gebiete der ehemaligen Gemeinde Niederasphe) mit Ortsbeirat und Ortsvorsteher nach der Hessischen Gemeindeordnung. Der Ortsbeirat für den Ortsbezirk Niederasphe besteht aus sieben Mitgliedern. Die Wahlbeteiligung zur Wahl des Ortsbeirats bei der Kommunalwahl 2021 betrug 54,57 %. Alle Kandidaten gehörten der „Einheitsliste Niederasphe“ an. Der Ortsbeirat wählte Roland Wehner zum Ortsvorsteher.

## Söhne und Töchter des Ortes
- Johan Herman Mankel (1763–1835), Organist, Komponist und Instrumentenbauer, Vorfahr von Henning Mankell